# 加亚新城
加亚新城（葡萄牙語：Villa Nova de Gaia，葡萄牙語發音：[ˈvilɐ ˈnɔvɐ ðɨ ˈɣajɐ] ⓘ）是位于葡萄牙北部大区杜罗河畔的一座城市，人口约18万，是葡萄牙人口第三多的都市。
著名的波特酒主要藏于加亚新城的酒窑中，这也是该市的主要旅游景点。